# 長吻鴨嘴蜥魚
長吻鴨嘴蜥魚（学名：Uncisudis longirostra）為輻鰭魚綱仙女魚目帆蜥魚亞目魣蜥魚科的一種，分布於中東大西洋馬得拉群島外海海域，深度170-330公尺，體長可達18.7公分，棲息在中層水域，屬肉食性，生活習性不明。